# Vitoria, 3 de marzo
Vitoria, 3 de marzo es una película española de 2018 dirigida por Víctor Cabaco, a partir del guion escrito por Héctor Amado y Juan Ibarrondo. Narra, en clave dramática e histórica, la matanza del 3 de marzo en Vitoria, en la que cinco trabajadores, congregados en una asamblea, fueron asesinados a disparos por la Policía Armada.

## Argumento
Muerto el dictador Francisco Franco, en un ambiente de crisis económica y de incertidumbre política, las huelgas comenzaron a sucederse a lo largo y ancho de España en 1976. La película arranca a comienzos de ese año en Vitoria, donde, a comienzos de marzo, se convoca una tercera huelga general. La trama gira alrededor de la familia de José Luis, periodista que trabaja en Radio Álava. Su hija, Begoña, se involucra en las acciones y manifestaciones, de las que su novio, Mikel, es, como trabajador de Forjas Alavesas, uno de los cabecillas.
El Cuerpo de Policía Armada y de Tráfico —a cuyos agentes se les conocía coloquialmente como «grises»— comienza a reprimir las protestas, que no dejan de escalar, y recibe órdenes de gasear la iglesia de San Francisco de Asís y cargar contra los manifestantes. En estos momentos, la cinta emplea las grabaciones reales de las conversaciones que mantuvieron entre sí los policías. La represión finaliza con cinco trabajadores fallecidos —en unos sucesos que se recuerdan por la fecha, el 3 de marzo— y la película, en sus momentos finales, muestra, también con imágenes reales de archivo, las manifestaciones y actos de solidaridad con ellos.

## Reparto
- Amaia Aberasturi como Begoña.
- Ruth Díaz como Ana.
- José Manuel Seda como Eduardo.
- Alberto Berzal como José Luis.
- Mikel Iglesias como Mikel.
- Iñaki Rekarte como Javier.
- Oti Manzano como Loli.
- Ane Pikaza Ereño como Blanca.
- Pepe Penabade como Manuel Fraga Iribarne.
- Asier Macazaga como gobernador.
- Iñigo de la Iglesia como el rubio.
- Ignacio Puche como manifestante.

## Recepción

### Crítica
| Medio                     | Puntuación      |
| ------------------------- | --------------- |
| El País                   | 2.5/5 estrellas |
| ABC                       | 2/5 estrellas   |
| El Periódico de Catalunya | 3/5 estrellas   |
| Cinemanía                 | 2.5/5 estrellas |
| Fotogramas                | 3/5 estrellas   |
| FilmAffinity              | 2.5/5 estrellas |

La película recibió críticas variadas. Son varios los medios que ponen en valor su aportación al cine político, dando a conocer hechos relevantes en la historia española. Así, por ejemplo, Javier Ocaña, en su reseña para El País, dice acerca de la cinta:

[...] una de esas películas que, pese a sus imperfecciones, que las tiene, nos recuerda para qué sirve, entre otras cosas, el cine político: para presentar a las nuevas generaciones, y a las antiguas amnésicas o ignorantes, algunos de los más relevantes sucesos de nuestra historia reciente.

Aprecia la creíble reconstrucción, haciendo especial hincapié en el realismo que adquieren las manifestaciones, así como el uso de las grabaciones policiales reales, la ambientación con canciones de la época y la inclusión de imágenes de los multitudinarios entierros de los cinco trabajadores fallecidos. No obstante, opina que el relato «se tambalea cuando [...] empieza a añadir demasiados elementos melodramáticos, quitando tiempo a lo verdaderamente esencial, la parte más política y social». Beatriz Martínez, de El Periódico de Catalunya, concuerda con Ocaña y critica la cinta en los mismos puntos: «Más pegas habría que poner al mecanismo narrativo (las tramas de amor y celos no terminan de funcionar) que se utiliza para sustentar la película». Aun así, alaba la solidez de la cinta, que considera «cine político [...] íntegro y alejado de tentaciones enfáticas».
Antonio Weinrichter, colaborador de ABC, carga, sin embargo, duramente contra el filme. Critica «la unidireccionalidad en la recreación de unos hechos en pos de una declarada intención de memoria histórica». Destaca la ausencia de personajes pertenecientes a la «sociedad civil»: «sólo hay —señala— gobernadores que saludan al ministro diciendo "A sus órdenes" y policías en modo billyelniño salidos de una película de nazis». Aun así, aprecia la presencia de las grabaciones reales de las comunicaciones policiales que, en su opinión, «dan una medida de los hechos menos maniquea, más gris como el color de los uniformes».